# Варнава
Варнава (1. век п. н. е.), право име Јосиф Левит, је био један од седамдесет апостола.
Рођен је на Кипру од богатих родитеља Јевреја из племена Левијева и учио се заједно са Савлом код Гамалила. Прародитељи Варнавини су се преселили из Палестине због ратова који су се дешавали. Варнавини родитељи су били веома богати и имали су велико имање са воћњацима близу Јерусалима. Звао се најпре Јосиф, односно Јосија, али апостоли су га прозвали Варнавом, (Сином Утехе), пошто је умео да теши људе. Када су апостоли увели комуну - заједницу у којој је имовина заједничка, Варнава је међу првима продао своју њиву и донео новац апостолима. По преласку Савла у хришћанство он га је први увео међу апостоле; а потом са Павлом и Марком проповедао Јеванђеље у Антиохији и по другим местима, а сви су били ученици Гамаила. Пострадао је на острву Кипру од Јевреја, био је каменован 61. и био је сахрањен иза западних врата града Саламине са Јеванђељем по Матеју на грудима, које је он својом руком преписао. Када је Варнава дошао у Саламину наишао је на групу Јевреја из Сирије који су му се противили и бунили народ покушавајући да окрену људе против њега. Тад Варнава свом пратиоцу, Марку завешта јеванђеље од Матеја да га сахрани са њиме. Тад рече Марку да ће данас да сконча од руку неверних Јевреја, као што му каза господ и нареди му да када га сахрани оде код апостола Павла да га обавести о свему. Након тога оде у јеврејску зборницу где је почео да им проповеда о Христу, након чега пострада од истих тих Јевреја. Његов гроб је остао је непознат неколико векова, међутим пошто су многи тврдили да су исцељени од болести на том месту, оно прозвало "место здравља". У хришћанској традицији помиње се да се за време владавине цара Зинона и Халкидонског сабора апостол јавио архиепископу кипарском Антиму, и то трипут у три ноћи, и објавио му свој гроб.
Српска православна црква слави га 11. јуна по црквеном, а 24. јуна по грегоријанском календару.